# جرم وراء نبتوني رنان
في علم الفلك الجرم وراء نبتوني الرنان (بالإنجليزية: Resonant TNOs) هو جرم وراء نبتوني حركتة المتوسطة في رنين مداري مع كوكب نبتون. الفترات المدارية للأجسام الرنانة في عدد صحيح بسيط في علاقة مع فترة نبتون المدارية على سبيل المثال. 1: 2، 2: 3 . يمكن أن تكون الأجرم وراء نبتونية الرنانة جزءا من جمهرة أجرام حزام كايبر الرئيسي، أو جزء من جمهرة أجرام القرص المتفرق.

## مناطق الإنتشار

توزع الأجرم الوراء نبتونية. الأجرم التي تحتل رنين مداري حاد باللون الأحمر.

يوضح الرسم البياني توزيع الأجرم الوراء نبتونية المعروفة. الأجرم وراء نبتونية الرنانة باللون الأحمر. وضعت علامة الرنين المدارية مع نبتون مع الأشرطة العمودية. 1: 1 يمثل موقع مدار نبتون والطروادة النبتونية، 2: 3 علامات مدار بلوتو والبلوتينوات، و 1: 2، 2: 5 الخ علامة عدد من الأسر الصغيرة.
ويشير التعيين 2: 3 أو 3: 2 إلى نفس الرنين بالنسبة إلى الأجرم الوراء نبتونية. ولا يوجد أي التباس، لأن الأجرم الوراء نبتونية بحكم تعريفها لها فترات مدارية أطول من نبتون. يعتمد الاستخدام على المؤلف ومجال البحث.

## المنشأ
الدراسات التحليلية الرقمية المفصلة للأجرم وراء نبتونية الرنانة أظهرت أن هذة الأجرم يجب أن يكون لها نطاقات نسبية ضيقة جدا. إذا كان محور الجرم شبه الرئيسي خارج هذه النطاقات الضيقة، يصبح المدار فوضويا، مع العناصر المدارية المتغيرة على نطاق واسع.
عند اكتشاف الأجرم وراء نبتونية وجد أن أكثر من 10٪ في رنين 2: 3، بعيدا عن التوزيع العشوائي.ويعتقد الآن أن الأجرم جمعت من مسافات أوسع من خلال الرنين الكاسح خلال هجرة نبتون.
قبل فترة طويلة من اكتشاف أول جرم وراء نبتوني، اقترح أن التفاعل بين الكواكب العملاقة وقرص الجسيمات الصغيرة الضخم من من شأنه إن يجعل المشتري يهاجر إلى الداخل وزحل، أورانوس وخاصة نبتون تهاجر إلى الخارج وذلك بفعل نقل الزخم الزاوي  وخلال هذه الفترة القصيرة نسبيا من الزمن، سوف تجتاح فيها الأجرم وراء نبتونية الرنانة الفضاء، محاصرة الأجرم في مدارات رنانة أولية متفاوتة المركزية الشمسية.

## الأجرم وراء نبتونية الرنانة المعروفة

### الرنين 2: 3 («بلوتينوات»، فترة ~ 250 سنة)

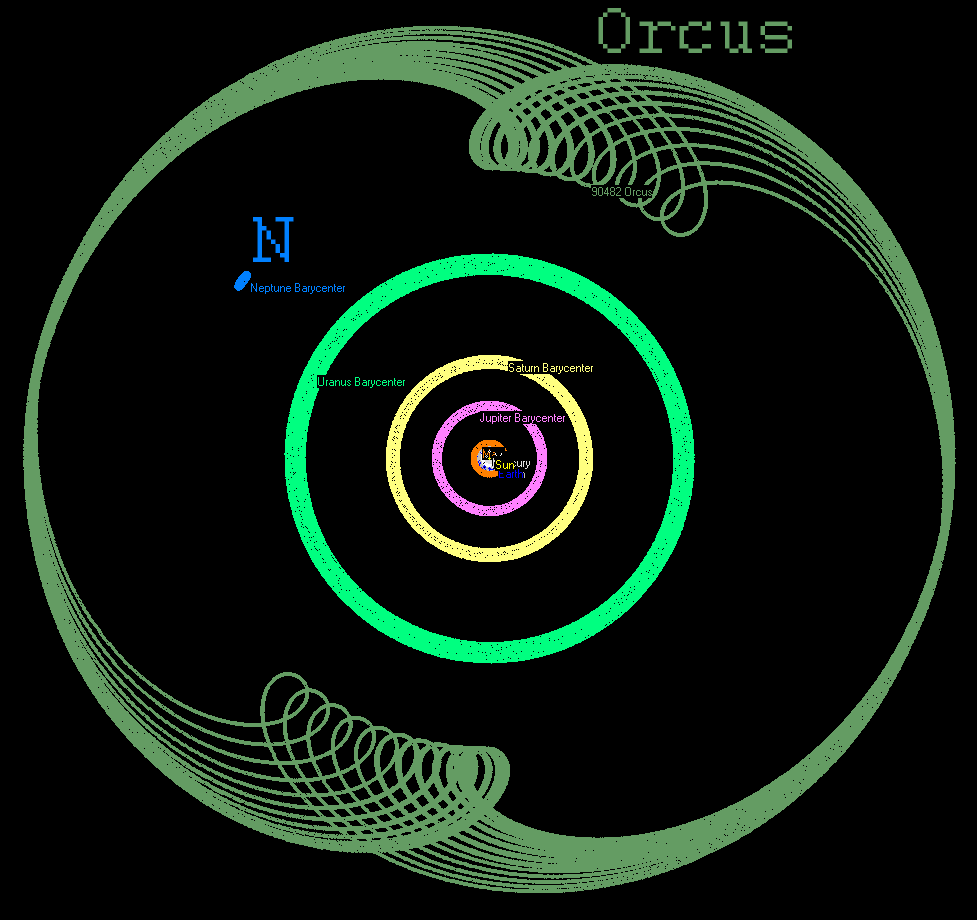
حركة الغول في إطار مرجعي دوراني بفترة تساوي الفترة المدارية لنبتون. (نبتون ثابت.)

أجرام الرنين 2: 3 عند 39.4 وحدة فلكية هي إلى حد بعيد الفئة المهيمنة بين الأجرم الرنانة، وتشمل 92 جرم مؤكد و 104 جرم عبارة عن الأعضاء المحتملة.
تسمى الأجرم التالية في هذا الرنين المداراي بلوتينوات نسبة لبلوتو أول جرم اكتشف من هذا النوع. وتشمل البلوتينوات الكبيرة والمرقمة:
- الغول
- (84922) 2003 VS2
- 208996 أخلس
- 28978 إكسيون
- 38628 هويا

### الرنين 3: 5 (الفترة ~ 275 سنة)
جمهرة من 10 أجرام عند 42.3 وحدة فلكية اعتبارا من أكتوبر 2008، بما في ذلك:
- 1261542001 YH
- (15809) 1994 JS
- (143751) 2003 US292

### الرنين 4: 7 (الفترة ~ 290 سنة)
وهناك عدد مهم آخر من الأجرم (20 جرم حددت اعتبارا من أكتوبر 2008) تدور حول الشمس عند 43.7 وحدة فلكية (في خضم الأجسام الكلاسيكية).هذة الأجرم صغيرة نوعا ما ومعظمها يتبع مدارات قريبة من مسار الشمس. وتشمل الأجرم ذات المدارات المعروفة جيدا:
- 1999 CD158, الأكبر
- (119956) 2002 PA149
- (160147) 2001 KN76
- (119067) 2001 KP76
- (119066) 2001 KJ76
- (135024) 2001 KO76
- (119070) 2001 KP77
- (135742) 2002 PB171
- (118378) 1999 HT11
- (134568) 1999 RH215
- (118698) 2000 OY51

### الرنين 1: 2 («توتينوس»، الفترة ~ 330 سنة)
هذا الرنين عند 47.8 وحدة فلكية غالبا ما يعتبر الطرف الخارجي لحزام كايبر، الأجرم في هذا الرنين يشار إليها أحيانا باسم توتينوس.. ولهذة الأجرم ميل أقل من 15 درجة ومتوسط انحراف معتدل عموما (0.1 <e <0.3)
عدد هذة الأجرم غير معروف وعلى الأرجح لم تنشأ في قرص الكواكب المصغرة الذي اجتاحة رنين هجرة نبتون، ولكن تم القبض عليها عندما كانت متناثرة بالفعل.
وتشمل الأجرم ذات المدارات المعروفة (بالترتيب بحسب قدرها المطلق):
- (119979) 2002 WC19
- (26308) 1998 SM165
- (137295) 1999 RB216
- (20161) 1996 TR66
- (130391) 2000 JG81

الأجرم الرنانة (باللون الأحمر).

(ما مجموعه 14 جرم اعتبارا من أكتوبر 2008).

### الرنين 2: 5 (الفترة ~ 410 سنوات)
وتشمل الأجرم ذات المدارات المعروفة عند 55,4 وحدة فلكية:
- (84522) 2002 TC302 كوكب قزم مرشح.
- (143707) 2003 UY117
- (119068) 2001 KC77
- (135571) 2002 GG32
- (69988) 1998 WA31

إجمالا، تصنف مدارات 11 جرم على أنها في رنين 2: 5 اعتبارا من أكتوبر 2008.

### رنين أعلى
ما يسمى بالرنين الأعلى لعدد محدود من الأجرم المعروفة، بما في ذلك الأجرم المرقمة التالية:

- 4:5 (35 AU, ~205 سنة) 1316972001 XH
- 3:4 (36.5 AU, ~220 سنة) (143685) 2003 SS317, 158361995 DA
- 5:9 (44.5 AU, ~295 سنة) 2002 GD32[10]
- 4:9 (52 AU, ~370 سنة) 423012001 UR, (182397) 2001 QW297[11]
- 3:7 (53 AU, ~385 سنة) 1316962001 XT, 956252002 GX, (183964) 2004 DJ71, (181867) 1999 CV118
- 5:12 (55 AU, ~395 سنة) 799781999 CC, (119878) 2001 CY224[12] (84% probability according to Emel’yanenko)
- 3:8 (57 AU, ~440 سنة) 820752000 YW[13] (84% probability according to Emel’yanenko)
- 3:10 (67 AU, ~549 سنة) 2250882007 OR
- 2:7 (70 AU, ~580 سنة) 2010 EK139, 2006 HX122[14]

### رنين بعيد وبسيط
وهناك عدد قليل من الأجرم المعروفة ذات رنين بعيد وبسيط
- 1:3 (62.5 AU, ~495 years) 1361202003 LG, (385607) 2005 EO297[15]
- 1:4 (76 AU, ~660 years) 2003 LA7[16]
- 1:5 (88 AU, ~820 years) 2003 YQ179 O[17]

### الرنين 1: 1 (طروادة نبتونية، الفترة ~ 165 سنة)
اكتشف عدد قليل من الأجرم تتبع مدرات محورها شبه الرئيسي مماثل لنبتون، بالقرب من نقاط لاغرانج لنبتون والشمس تسمى طروادة نبتونية، قياسا على طروادة (المشتري)، وهي في رنين 1: 1 مع نبتون. ويعرف منها تسعة اعتبارا من أكتوبر 2012:
- 2001 QR322
- 385571 أوتريرا
- 2005 TN53
- {(385695) 2005 تي أو74
- 2006 RJ103
- 2007 VL305
- 2008 LC18
- 2004 KV18
- 2011 إم إتش102

فقط الأجسام الثلاثة الأخيرة بالقرب من نقاط لاغرانج نبتون L5 ؛ وتقع الأخرى في نقاط لاغرانج نبتون L4 

## التماسك التزامني العرضي مقابل الرنين الحقيقي
أحد المخاوف هو أن الضعف الرنيني قد يكون موجود وسيكون من الصعب إثباتة بسبب عدم دقة المدارات الحالية لهذه الأجسام البعيدة. العديد من الأجسام لها فترات مدارية أكثر من 300 سنة، وقد رصدت معظمها خلال قوس مراقبة قصير مدتة بضع سنوات فقط ونظرا لبعدها الكبير وحركتها البطيئة مقابل النجوم في الخلفية. قد تمر عقود قبل أن يتم تحديد العديد من هذه المدارات البعيدة بدقة كافية للتأكد من ما إذا كان الرنين صحيحا أو عرضي. (أجسام الرنين الحقيقي تتأرجح بسلاسة في حين أن أجسام الرنين العرضي سوف تتفرق).
تبين عمليات المحاكاة التي قام بها إميلينينكو وكيسليفا في عام 2007 . تذبذب الجرم (131696) 2001 XT254 في رنين 3: 7 مع نبتون. ويمكن أن يكون هذا التذبذب مستقرا لأقل من 100 مليون سنة إلى مليارات السنين.

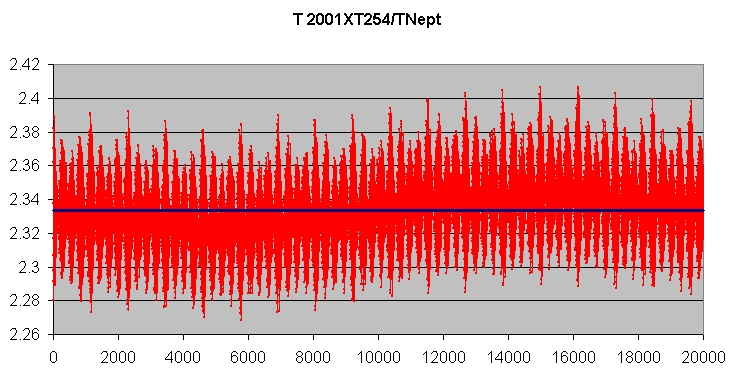
الفترة المدارية للجرم 2001 XT_{254} حول الرنين 3:7 (2.333) لنبتون.

ويظهر إميلينانكو وكيسليفا أيضا أن الجرم (48639) 1995 TL8 لة احتمال أقل من 1٪ ليكون في رنين 3: 7 مع نبتون.

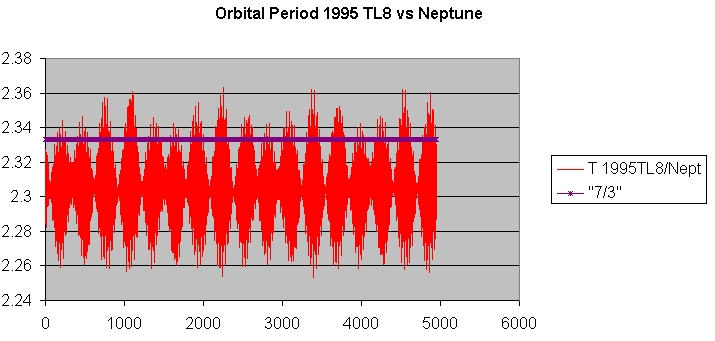
الفترة المدارية للجرم ' يخطئ رنين نبتون 3:7 (2.333).

## نحو تعريف رسمي
فئات الجرم وراء نبتوني لا تحتوي على تعريفات دقيقة متفق عليها عالميا، وغالبا ما تكون الحدود غير واضحة ولا يعرف مفهوم الرنين بدقة. عرف مسح دائرة البروج العميق رسميا فئات ديناميكية محددة على أساس تكامل مدارات أمامية طويلة الأجل في ظل اضطرابات مجتمعة من جميع الكواكب العملاقة الأربعة.
بشكل عام، متوسط حركة الرنين قد لا يقتصر على فترات مدارية من الصيغة:
{\displaystyle mp\cdot \lambda -mq\cdot \lambda _{mN}}
حيث p و q هي أعداد صحيحة صغيرة.λ و λN هي على التوالي متوسط خط الطول الجرم ونبتون ولكن يمكن أن تشمل أيضا خط الطول الحضيضي وخطوط طول العقد المدارية.
الجرم الفلكي يرن إذا كانت بعض الأعداد الصحيحة الصغيرة (p، q، n، m، r، s)، فإن الحجة (الزاوية) المحددة أدناه متذبذبة:
{\displaystyle \phi ={\rm {p\cdot \lambda -{\rm {q\cdot \lambda _{\rm {N}}-{\rm {m\cdot \varpi -{\rm {n\cdot \Omega -{\rm {r\cdot \varpi _{\rm {N}}-{\rm {s\cdot \Omega _{\rm {N}}}}}}}}}}}}}}}
- {\displaystyle \varpi } خط الطول (الحضيضي)
- {\displaystyle \Omega } خطوط الطول تمييز العقد الصاعدة

ويشير مصطلح «ميسان (libration )» هنا إلى التذبذب الدوري للزاوية حول بعض القيم ويعارض الدوران حيث يمكن للزاوية أن تأخذ جميع القيم من صفر إلى 360 درجة. على سبيل المثال، في حالة بلوتو، ترتفع الزاوية الرنانة {\displaystyle \phi } librates .
حوالي 180 درجة مع سعة (السعة في الفلكبعد جرم سماوى عن الأفق) 82 درجة، أي ان الزاوية تتغير دوريا من 180 درجة -82 درجة إلى 180 درجة + 82 درجة.
كل البلوتينوات الجديدة التي اكتشفت خلال مسح دائرة البروج العميق ثبت أنها من النوع
{\displaystyle \phi ={\rm {3\cdot \lambda -{\rm {2\cdot \lambda _{\rm {N}}-\varpi }}}}}
على غرار متوسط حركة رنين بلوتو.
وبصورة أعم، فإن الرنين 2: 3 هو مثال على الرنين p: (p + 1) (على سبيل المثال 1: 2، 2: 3، 3: 4) التي أثبت أنه يؤدي إلى مدارات مستقرة. زاوية الرنين:
{\displaystyle \phi ={\rm {p\cdot \lambda -{\rm {q\cdot \lambda _{\rm {N}}-({\rm {p-{\rm {q)\cdot \varpi }}}}}}}}}
في هذه الحالة، يمكن فهم أهمية زاوية الرنين {\displaystyle \phi \,} ، من خلال ملاحظة إلى أنه عندما يكون الجرم في الحضيض، على سبيل المثال:{\displaystyle \lambda =\varpi }, ثم:{\displaystyle \phi =q\cdot (\varpi -\lambda _{\rm {N}})}
{\displaystyle \phi \,} يعطي قياسا لمسافة حضيض الجرم من نبتون. ويتم حماية الجرم من الاضطراب عن طريق الحفاظ على الحضيض بعيدا عن نبتون في حال {\displaystyle \phi \,} التذبذب (ميسان) حول زاوية بعيدة من 0 درجة.

## أساليب التصنيف
بما أن العناصر المدارية غير معروفة بدقة، فقد يؤدي عدم التيقن إلى خطأ إيجابي زائف (على سبيل المثال تصنيف مدار على أنه رنان وهو ليس كذلك).
النهج الحديث لا يراعي المدار الحالي الأنسب فحسب بل أيضا مداريين إضافيين يقابلان الشك في بيانات الرصد. وبعبارات بسيطة، تحدد الخوارزمية ما إذا كان الجرم الفلكي سيظل مصنفا على أنه رنان إذا كان مداره الفعلي مختلفا عن أفضل مدار مناسب، نتيجة للأخطاء في الرصد.
والمدارات الثلاث متكاملة عدديا على مدى فترة 10 ملايين سنة. إذا ظلت المدارات الثلاث رنانة (أي أن حجة الرنين هي متذبذبة)، يعتبر تصنيف الجرم رنان سليم.